# Patrulater echidiagonal

Un patrulater echidiagonal, cu diagonalele sale egale, rombul Varignon și bimedianele perpendiculare

Un romboid echidiagonal care maximizează raportul dintre perimetru și diametru, înscris într-un

În geometria euclidiană un patrulater echidiagonal este un patrulater convex ale cărui două diagonale au lungime egală. Patrulaterele echidiagonale erau importante în matematica indiană antică, unde patrulaterele erau clasificate mai întâi în funcție de faptul că erau echidiagonale și apoi în tipuri mai specializate.

## Cazuri particulare
Exemple de patrulatere echidiagonale sunt trapezele isoscele, dreptunghiurile și pătratele.
Dintre toate patrulaterele, forma care are cel mai mare raport dintre perimetru și diametru este un romboid echidiagonal cu unghiuri π/3, 5π/12, 5π/6 și 5π/12.

## Caracteristici
Un patrulater convex este echidiagonal dacă și numai dacă paralelogramul Varignon, paralelogramul format de punctele din mijlocul laturilor sale, este un romb. O condiție echivalentă este ca bimedianele patrulaterului (diagonalele paralelogramului Varignon) să fie perpendiculare.
Un patrulater convex cu lungimile diagonalelor p și q și lungimile bimedianelor m și n este echidiagonal dacă și numai dacă:Prop.1
{\displaystyle pq=m^{2}+n^{2}.}

## Aria
Aria K a unui patrulater echidiagonal poate fi calculată cu ușurință dacă se cunosc lungimile bimedianelor m și n. Un patrulater este echidiagonal dacă și numai dacă:p.19; :Cor.4
{\displaystyle \displaystyle K=mn.}
Aceasta este o consecință directă a faptului că aria unui patrulater convex este de două ori mai mare decât aria paralelogramului său Varignon și că diagonalele acestui paralelogram sunt bimedianele patrulaterului. Folosind formulele pentru lungimile bimedianelor, aria poate fi exprimată și în termenii laturilor a, b, c, d ale patrulaterului echidiagonal și a distanței x între punctele de mijloc ale diagonalelor ca:p.19
{\displaystyle K={\tfrac {1}{4}}{\sqrt {(2(a^{2}+c^{2})-4x^{2})(2(b^{2}+d^{2})-4x^{2})}}.}
Alte formule ale ariei pot fi obținute punând p = q în formulele pentru aria unui patrulater convex.

## Relația cu alte tipuri de patrulatere
Un paralelogram este echidiagonal dacă și numai dacă este un dreptunghi, iar un trapez este echidiagonal dacă și numai dacă este un trapez isoscel. Patrulaterele echidiagonale inscriptibile sunt chiar trapezele isoscele.
Între patrulaterele echidiagonale și patrulaterele ortodiagonale există o dualitate: un patrulater este echidiagonal dacă și numai dacă paralelogramul său Varignon este ortodiagonal (un romb), iar patrulaterul este ortodiagonal dacă și numai dacă paralelogramul său Varignon este echidiagonal (un dreptunghi). Echivalent, un patrulater are diagonalele egale dacă și numai dacă are bimediane perpendiculare și are diagonale perpendiculare dacă și numai dacă are bimedianele egale. Silvester (2006) gives further connections between equidiagonal and orthodiagonal quadrilaterals, via a generalization of van Aubel's theorem.
Patrulaterele care sunt atât ortodiagonale, cât și echidiagonale și în care diagonalele sunt cel puțin la fel de lungi ca toate laturile patrulaterelor, au pentru diametrul lor aria maximă dintre toate patrulaterele, rezolvând cazul n = 4 al problemei cel mai mare poligon mic. Pătratul este un astfel de patrulater, dar există infinite altele. Patrulaterele echidiagonale, ortodiagonale au fost denumite „patrulatere cu mijlocul un pătrat”:p. 137 deoarece sunt singurele pentru care paralelogramul Varignon (cu vârfurile în mijlocul laturilor patrulaterului) este pătrat. Un astfel de patrulater, cu laturile succesive a, b, c, d, are aria
{\displaystyle K={\frac {1}{4}}\left(a^{2}+c^{2}+{\sqrt {4(a^{2}c^{2}+b^{2}d^{2})-(a^{2}+c^{2})^{2}}}\right).}
Un paralelogram cu mijlocul un pătrat este neapărat tot un pătrat.

Exemplu de patrulater cu mijlocul un pătrat
Exemplu de trapez cu mijlocul un pătrat
Exemplu de romboid cu mijlocul un pătrat